# Bell Buckle
Bell Buckle é uma cidade  localizada no estado norte-americano de Tennessee, no Condado de Bedford.

## Demografia
Segundo o censo norte-americano de 2000, a sua população era de 391 habitantes. 
Em 2006, foi estimada uma população de 406, um aumento de 15 (3.8%).

## Geografia
De acordo com o United States Census Bureau tem uma área de 
1,2 km², dos quais 1,2 km² cobertos por terra e 0,0 km² cobertos por água.

## Localidades na vizinhança
O diagrama seguinte representa as localidades num raio de 28 km ao redor de Bell Buckle. 